# Zoia Ovsii
Zoia Ovsii (nacida el 30 de agosto de 1994) es una atleta paralímpica ucraniana.

## Carrera
Representó a Ucrania en los Juegos Paralímpicos de 2016 y ganó dos medallas: plata en el evento de lanzamiento femenino F51 y la medalla de bronce en el evento de lanzamiento de disco femenino F52. Se clasificó para representar a Ucrania en los Juegos Paralímpicos de 2020 en los eventos de lanzamiento de disco y lanzamiento de club. 
En 2014 compitió en piragüismo en el Campeonato del Mundo 2014 y ganó la medalla de bronce en el evento V-1 200 m A femenino.
En el Campeonato de Europa de Atletismo Mundial de 2018 realizado en Berlín, Alemania, estableció un nuevo récord mundial en el lanzamiento de club femenino F51. También logró esa hazaña en el Campeonato Mundial de Atletismo Para 2019 celebrado en Dubái, Emiratos Árabes Unidos, en el evento de lanzamiento de club femenino F51 con una distancia de 25.23.